# St. Georg (Saerbeck)

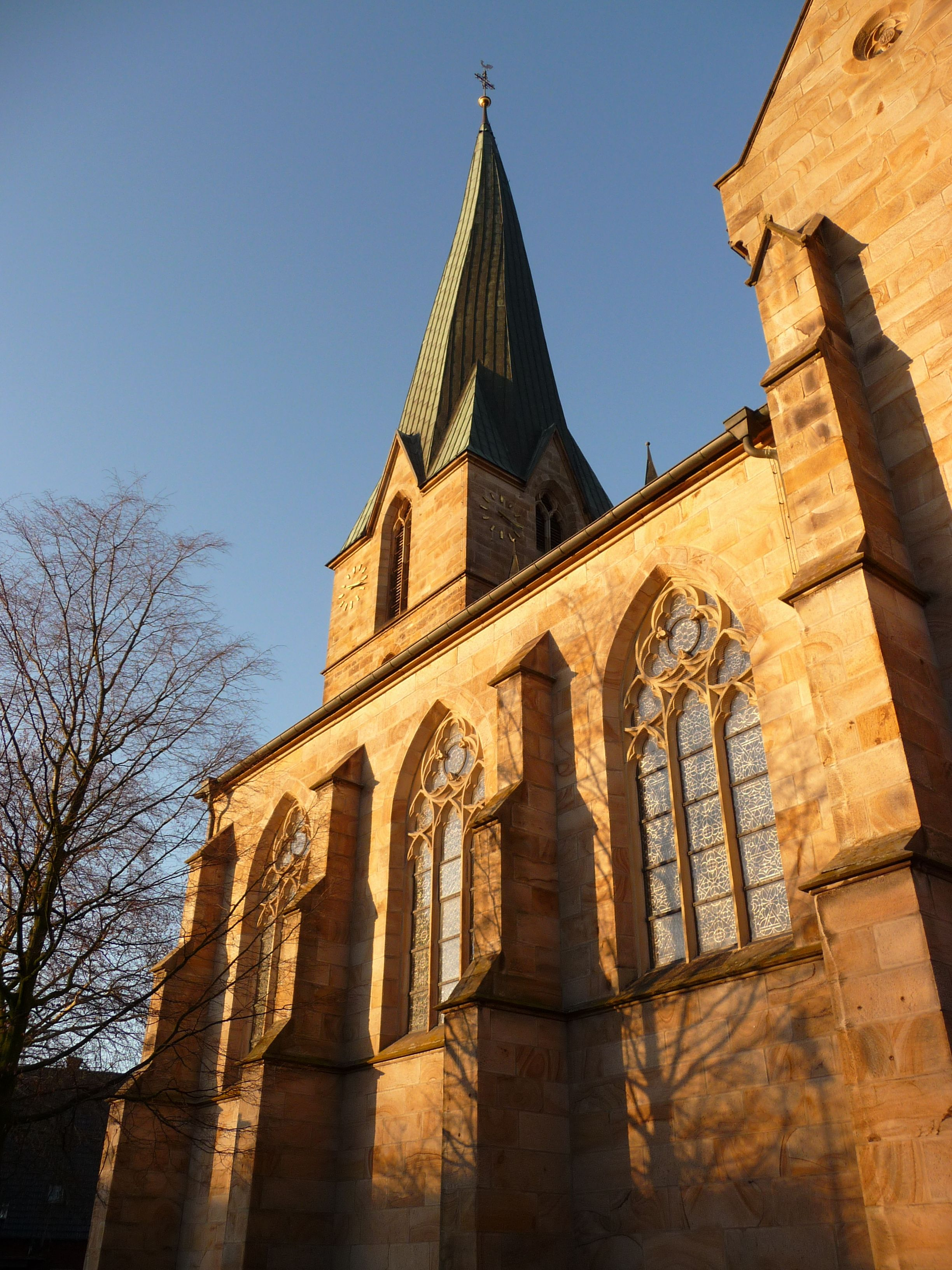
St. Georg

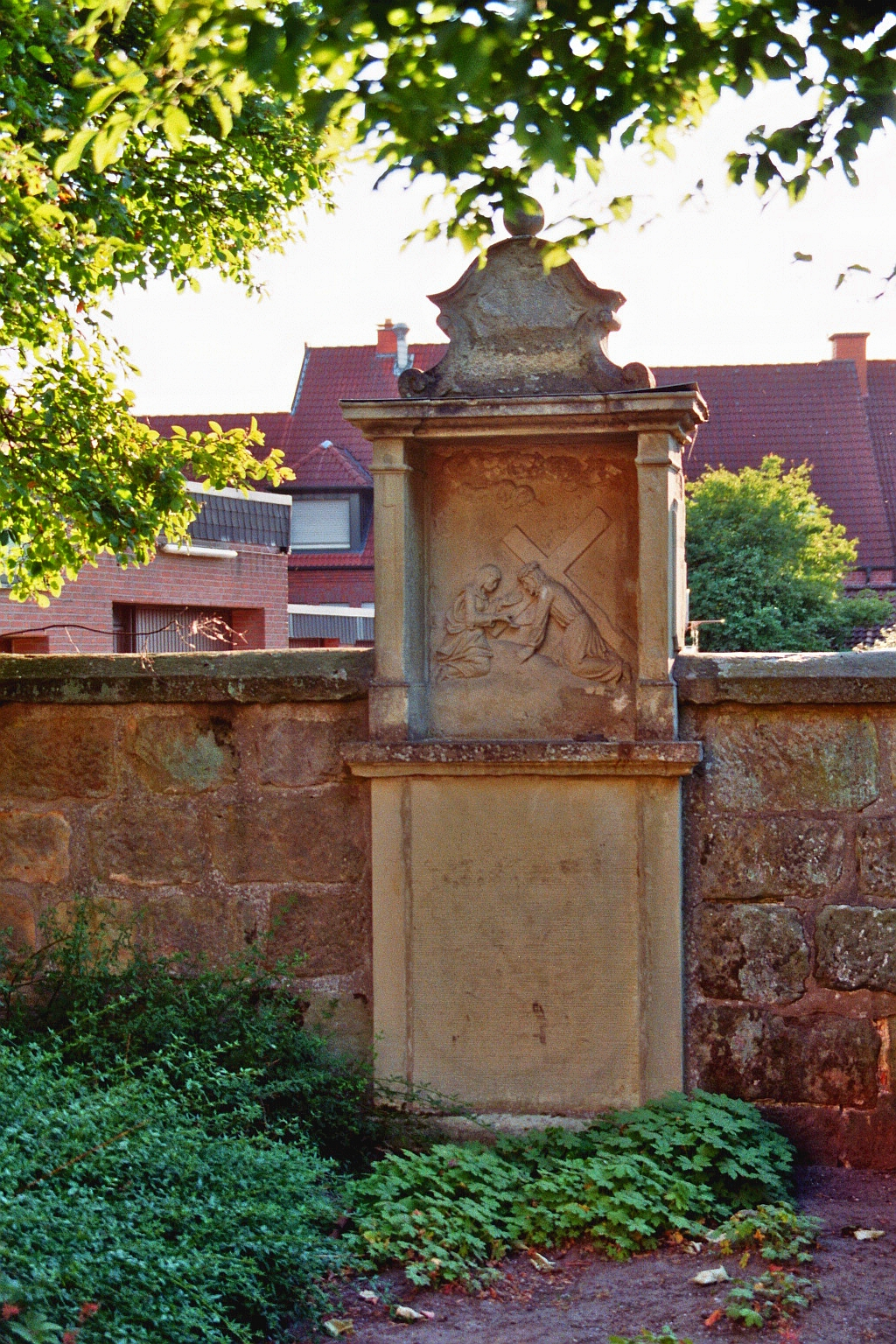
Kreuzwegstation

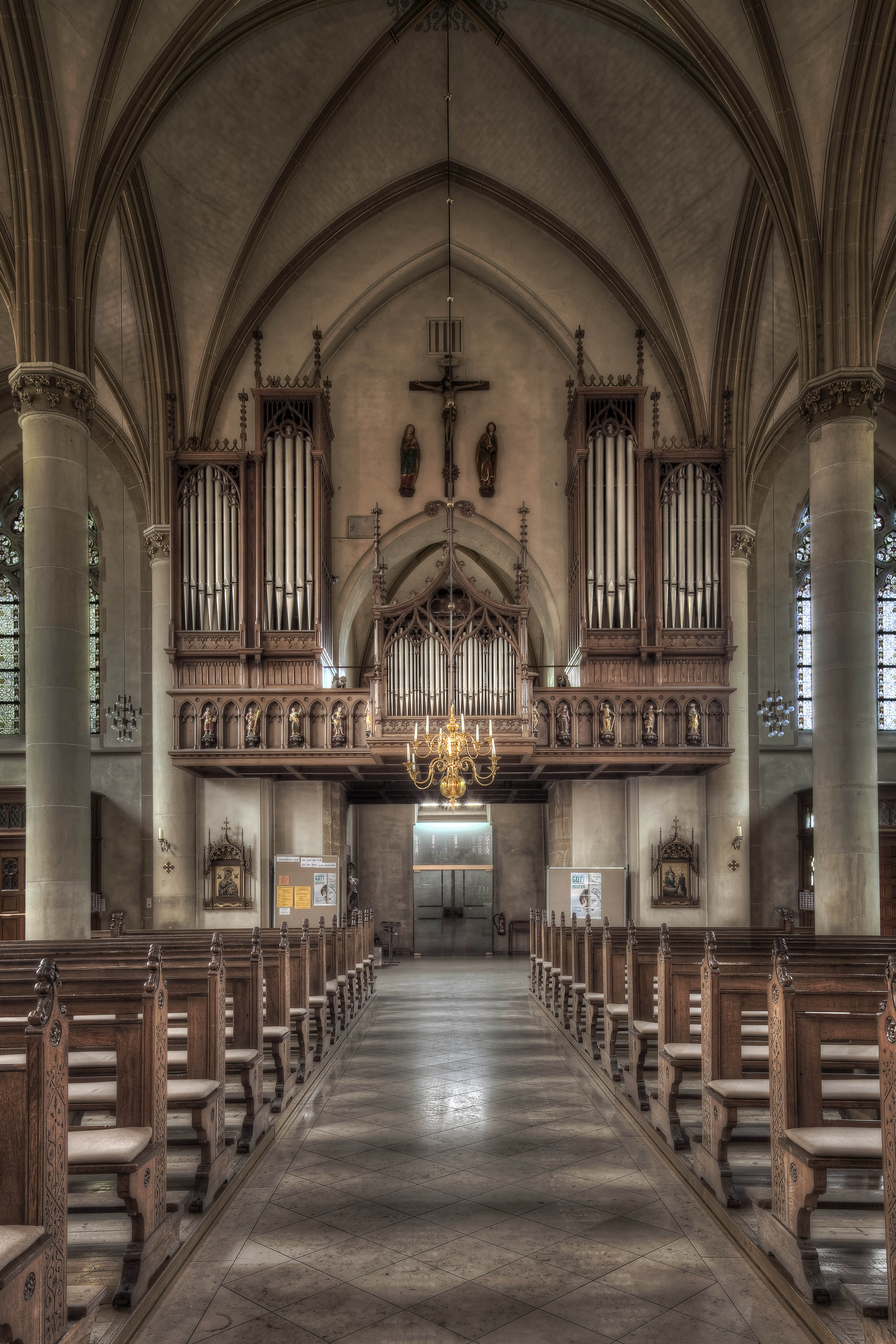
Die Orgel in St. Georg

Die katholische Pfarrkirche St. Georg ist ein denkmalgeschütztes Kirchengebäude in Saerbeck, einer Gemeinde im Kreis Steinfurt in Nordrhein-Westfalen.

## Geschichte und Architektur
Die Geschichte der Gemeinde beginnt wohl im Mittelalter um 800, als das Münsterland durch den hl. Ludgerus christianisiert wurde. Erste Hinweise auf eine steinerne Kirche im romanischen Stil stammen von 1161 aus einer Urkunde des Kaisers Heinrich V. Die Pfarrei wurde erstmals 1196 urkundlich erwähnt, allerdings muss sie schon vor dem Anfang des 11. Jahrhunderts bestanden haben. Anfang des 16. Jahrhunderts wurde an derselben Stelle eine Kirche im spätgotischen Stil gebaut. Dabei wurde der Turm erhöht. Von 1750 stammt die älteste bekannte bildliche Darstellung des Dorfes mit Darstellung einer Kirche. Von der romanischen Vorgängerkirche wurden Mauerreste gefunden.
Im 19. Jahrhundert war die Kirche baufällig und wurde deswegen abgerissen. Die neugotische Hallenkirche ist in Werkstein gehalten. Es gibt ein Querschiff und drei Chöre. Sie wurde 1896 von Wilhelm Rincklake aus Münster errichtet. Von dem gotischen Vorgängerbau sind noch die unteren Turmgeschosse und das mit 1526 bezeichnete Westportal vorhanden. Die Kirche wurde 1917 ausgemalt, allerdings wurden diese Wandmalereien in den 1960er Jahren übertüncht. Bei Renovierungsarbeiten um 1980 wurden sie wieder freigelegt. Sie gelten als besonders gute Beispiele für seltene, neugotische Malereien in Westfalen.

## Ausstattung
- Ein Taufstein mit Rankenfries und Arkadengliederung aus dem zweiten Viertel des 13. Jahrhunderts
- Eine Madonna aus Holz von 1480 mit neuerer Fassung
- Ein Vesperbild von 1630
- Eine Sitzfigur der Hl. Anna mit Maria in der Art einer Sitzmadonna vom 13. Jahrhundert[1]

## Glocken
Das Geläut besteht aus fünf Bronzeglocken, die 1974 von August Mark in Brockscheid (Eifel) gegossen wurden. Die Tonfolge lautet: d1 e1 fis1 g1 a1.